# ارتش بیستم کوهستان (ورماخت)
ارتش بیستم کوهستانی (آلمانی: 20. Gebirgs-Armee) از ارتش‌های وابسته به آلمان نازی در جنگ جهانی دوم بود.

## فرماندهان
- ادوارد دیتل (۱۴ ژانویه ۱۹۴۲ - ۲۳ ژوئن ۱۹۴۴)
- لوتهار رندولیک (۲۵ ژوئن ۱۹۴۴ - ۲۱ ژانویه ۱۹۴۵)
- فرانتس بومه (۲۱ ژانویه - ۷ مه ۱۹۴۵)

### رئیسان ستاد
- فردیناند یودل (۲۲ ژوئن ۱۹۴۲ - ۱ مارس ۱۹۴۴)
- هرمان هولتر (۱ مارس ۱۹۴۴ - ۸ مه ۱۹۴۵)

## واحدها
- لشکر دوم کوهستانی
- لشکر ششم کوهستانی
- لشکر هفتم کوهستانی
- لشکر ۱۶۳ام پیاده‌نظام
- لشکر ۱۶۹ام پیاده‌نظام
- لشکر ۲۱۰ام پیاده‌نظام
- لشکر ششم کوهستانی اس‌اس نورد